# Carl St. Clair
Carl Ray St. Clair (Hochheim, 5 giugno 1952) è un direttore d'orchestra statunitense.

## Biografia
Nato a Hochheim, Texas, St. Clair andò a scuola a Yoakum, Texas, e si laureò alla Yoakum High School. In seguito ha frequentato l'Università del Texas. Successivamente studiò direzione d'orchestra con Gustav Meier all'Università del Michigan e Leonard Bernstein a Tanglewood. È stato direttore musicale della Ann Arbor Symphony Orchestra (Michigan) dal 1985 al 1992 e della Cayuga Chamber Orchestra (Ithaca, New York) dal 1986 al 1991. A partire dal 1986 è stato assistente alla direzione della Boston Symphony Orchestra. Nel 1990 ricevette il premio Seaver/National Endowment for the Arts Conductors. St. Clair ha fatto parte della facoltà della Southern Illinois University di Edwardsville.
Nel gennaio 1990 diresse per la prima volta la Pacific Symphony e per il successo di questa apparizione fu nominato direttore musicale dell'orchestra, una posizione che detiene ancora. Durante la sua permanenza nella Pacific Symphony lui e l'orchestra commissionarono e registrarono diversi lavori, tra cui An American Requiem di Richard Danielpour (Reference Recordings) e Fire Water Paper: A Vietnam Oratorio di Elliot Goldenthal (Sony Classical) con il violoncellista Yo-Yo Ma. Tra le altre registrazioni figurano Radiant Voices e Postcard del compositore in residenza Frank Ticheli (Koch International Classics) e i due concerti per pianoforte di Lukas Foss (Harmonia mundi). L'orchestra e St. Clair ospitano un festival annuale di compositori americani, tra cui "Uncharted Beauty: The Music of Lou Harrison" (2005-2006), "Los Sonidos de México" (2006-2007) e "The West — Music inspired by the American Frontier" (2007-2008).
In Europa St. Clair dal 1998 al 2004 è stato il direttore ospite principale dell'Orchestra Sinfonica di Radio Stoccarda, dove il suo lavoro ha compreso un progetto di registrazione triennale delle sinfonie di Villa–Lobos. È diventato Generalmusikdirektor (direttore musicale generale o GMD) del Deutsche Nationaltheater und Staatskapelle Weimar nel 2005, un incarico che ha ricoperto per tre anni. Nel 2008 ha assunto l'incarico di GMD della Komische Oper Berlin, con un contratto iniziale di sei anni, ma nel maggio 2010 ha rassegnato le dimissioni con la fine della stagione 2009/2010.
St. Clair ha lavorato alla creazione e all'attuazione di vari programmi di educazione sinfonica, tra cui "Classical Connections", "arts-X-press" e "Class Act". È anche docente presso la USC Thornton School of Music della University of Southern California. Nel 2006 ha lavorato con la Bundesjugendorchester tedesca (National Youth Orchestra).
Il 13 settembre 2013 St. Clair fu nominato Direttore principale dell'Orquesta Sinfónica Nacional de Costa Rica.

## Vita privata
St. Clair e sua moglie Susan vivono a Laguna Beach, in California, con i loro tre figli.